# Vectrex
Vectrex es una consola con pantalla integrada, blanco y negro (9x11 pulgadas en vertical). Una de sus innovaciones, además de tener la pantalla incluida, son los gráficos basados en vectores, en lugar de los indefinidos gráficos a pixeles.
Pero el dispositivo tenía una desventaja: no había color en la pantalla. Para arreglar ese problema, se usaron ``overlays´´, filtros para la pantalla para que se vea colorida la imagen que no eran más que acetatos coloreados que se ponían encima de esta.
La idea llegó a Mike Purvis y John Ross en 1980: se trataba de tener una máquina recreativa en una casa sin tener que pagar monedas para jugar de una manera muy original.
Cuando se empezó el proyecto con Kenner, la Vectrex poseía 5 pulgadas en pantalla. En 1981 Kenner dejó el proyecto, que un mes más tarde volvió a la vida nuevamente gracias a GCE, que cambió el monitor de 5 a 9 pulgadas. En ese año, muchos trabajadores de Atari renunciaron para pasarse al proyecto Vectrex.
Y así empieza a trabajarse en el software, John trabaja en el hardware, Gerry Karr y John Hall trabajan con el ROM "The Executive" y empiezan a hacerse juegos para un catálogo mínimo.
En 1982 La Vectrex se lanza en Estados Unidos por 199 dólares.
En 1983 GCE es comprada por la Milton Bradley.
De esa manera la Vectrex se abre al mundo y se distribuye de la siguiente manera:
- Norteamérica: Milton Bradley
- Europa: GCE
  - España: MB juegos (En este caso, MB Vídeo)
- Asia: Bandai

Cuando llegó al mercado se agotaron las existencias, debido a la demanda de un juego que venía incluido en el sistema, llamado Mine Storm, clon de Asteroids.
En ese año, se estudió la posibilidad de dotarla de una pantalla en color, pero se desechó la idea por el alto precio que hubiera implicado.
En 1984, la Vectrex, junto con otras consolas, fueron descontinuadas, por muchas razones: catálogo de juegos pequeño y mediocre, además del hecho de que las computadoras eran más baratas y ofrecían más posibilidades: impresoras, teclados, joysticks, mouses... Programas a la medida del usuario: de contabilidad, de diseño, de dibujo, matemáticos, de empresa... y una variedad mucho más grande de juegos. Además, existían en el mercado multitud de lenguajes de programación: Basic, C, Cobol, Pascal, Ensamblador... Lo que permitía al usuario crear sus propios juegos y programas a medida. Aparte, los diferentes modelos de ordenadores daban una amplia variedad al comprador para elegir el que mejor se adaptara a sus necesidades, al contrario de las consolas, que eran muy costosas y solo ofrecían programas de ocio en su mayoría. La llegada del PC, que además permitía la usuario elegir las tarjetas gráficas, de sonido, unidades de disco, memoria... tal y como él quisiera, le hacía posible jugar y usar una colección mayor de programas, ya que los desarrolladores de programas de PC de la época, incluían soporte para la mayoría de los componentes de la época, desde el IBM PC speaker (altavoz rústico de pitidos) y tarjeta gráfica a 2 colores, hasta 256 colores y sonido en Roland MT-32. Esto hacía que el consumidor gastase más o menos dinero, pero asegurándose una compatibilidad con los juegos de PC, cosa que no podían ofrecer las consolas, (al igual que los microordenadores) porque más tarde o temprano se quedarían obsoletas.

## Después del 1984
Tras pasar esta crisis, se estudió la posibilidad de fabricar una Vectrex portátil, pero la idea se descartó con la llegada de la Game Boy, que amenazaba las ventas del nuevo proyecto móvil.

## Características técnicas[1]
| Dimensiones | Tamaños                                                   | 24.77 cm x 29.21 cm x 36.20 cm               |                |
| Dimensiones | Peso                                                      | 6.80 kg                                      |                |
| CPU:        | Nombre                                                    | Hitachi hd68a09p basado en el Motorola 68A09 |                |
| CPU:        | Frecuencia                                                | 1.6 MHz                                      |                |
| CPU:        | bus de datos                                              | 8-bit                                        |                |
| Pantalla:   | pantalla CRT Samsung 240RB40 B&W Vector (9 x 11 pulgadas) |                                              |                |
| RAM:        | 1 KB                                                      |                                              |                |
| ROM:        | 8 KB                                                      |                                              |                |
| Chip Sonido | Nombre                                                    | General Instruments AY-3-8912                |                |
| Energía     | 120V AC - 60Hz                                            | 120V AC - 60Hz                               | 120V AC - 60Hz |